# Trematodon curvicollis
Trematodon curvicollis là một loài rêu trong họ Bruchiaceae. Loài này được Cardot mô tả khoa học đầu tiên năm 1915.